# Administrasjonsrådet
Administrasjonsrådet var et styringsorgan oprettet af Norges Høyesterett den 15. april 1940 efter Tysklands besættelse af dele af Norge. Rådet var ingen egentlig regering (det svarede til departementschefstyret i Danmark) og var oprettet mod Vidkun Quislings ønske. Medlemmerne aflagde troskabsløfte til den tyske ambassadør i Norge, Curt Bräuer.
Administrasjonsrådet blev opløst af rigskommissær Josef Terboven den 25. september 1940 og erstattet af et kommissarisk råd oprettet af ham selv.

## Administrasjonsrådet bestod af
- Amtmand Ingolf Elster Christensen, formand. Ansvarlig for sager vedrørende udenrigsdepartementet og forsvarsdepartementet (ikke-militære og ikke-politiske sager). Var også ansvarlig for sager vedrørende Arbeidsdepartementet fra 4. juni 1940
- Stadsfysikus Andreas Diesen. Ansvarlig for sager under Socialdepartementet
- Direktør i Statistisk sentralbyrå Gunnar Jahn. Ansvarlig for sager under Finansdepartementet og for sager under Arbeidsdepartementet til 4. juni 1940
- Universitetets rektor Didrik Arup Seip. Ansvarlig for sager under Kirke- og undervisningsdepartementet
- Sorenskriveren i Nedre Romerike Ole F. Harbek. Ansvarlig for sager under Justis- og politidepartementet
- Direktøren for den statslige industriforsyning Jens Bache-Wiig. Ansvarlig for sager under Handelsdepartementet og Forsyningsdepartementet
- Docent ved Norges landbrukshøgskole Rasmus Mork. Ansvarlig for sager under Landbruksdepartementet